# Kanton Thouarcé
Der Kanton Thouarcé   war von 1790 bis 2015 ein französischer Wahlkreis im Arrondissement Angers, im Département Maine-et-Loire und in der Region Pays de la Loire. Hauptort war die ehemalige Gemeinde Thouarcé. Im Jahr 2015 wurde im Rahmen einer Umorganisation der Kanton aufgelöst und die Wahlberechtigten der Gemeinden auf die Kantone Chemillé-en-Anjou und Les Ponts-de-Cé aufgeteilt.
Der Kanton umfasste Wahlberechtigte aus folgenden 17 Gemeinden:
| Gemeinde                        | Einwohner Jahr | Fläche km² | Bevölkerungsdichte | Code INSEE | Postleitzahl |
| ------------------------------- | -------------- | ---------- | ------------------ | ---------- | ------------ |
| Les Alleuds                     | 879 (2013)     | –          | – Einw./km²        | 49001      | 49320        |
| Beaulieu-sur-Layon              | 1416 (2013)    | –          | – Einw./km²        | 49022      | 49750        |
| Brissac-Quincé                  | 3059 (2013)    | –          | – Einw./km²        | 49050      | 49320        |
| Champ-sur-Layon                 | 970 (2013)     | –          | – Einw./km²        | 49066      | 49380        |
| Chanzeaux                       | 1177 (2013)    | –          | – Einw./km²        | 49071      | 49750        |
| Charcé-Saint-Ellier-sur-Aubance | 769 (2013)     | –          | – Einw./km²        | 49078      | 49320        |
| Chavagnes                       | 1247 (2013)    | –          | – Einw./km²        | 49086      | 49380        |
| Faveraye-Mâchelles              | 678 (2013)     | –          | – Einw./km²        | 49133      | 49380        |
| Faye-d’Anjou                    | 1406 (2013)    | –          | – Einw./km²        | 49134      | 49380        |
| Luigné                          | 266 (2013)     | –          | – Einw./km²        | 49186      | 49320        |
| Notre-Dame-d’Allençon           | 660 (2013)     | –          | – Einw./km²        | 49227      | 49380        |
| Rablay-sur-Layon                | 744 (2013)     | –          | – Einw./km²        | 49256      | 49750        |
| Saint-Lambert-du-Lattay         | 2004 (2013)    | –          | – Einw./km²        | 49292      | 49750        |
| Saulgé-l’Hôpital                | 583 (2013)     | –          | – Einw./km²        | 49327      | 49320        |
| Thouarcé                        | 1914 (2013)    | –          | – Einw./km²        | 49345      | 49380        |
| Valanjou                        | 2290 (2013)    | –          | – Einw./km²        | 49153      | 49670        |
| Vauchrétien                     | 1497 (2013)    | –          | – Einw./km²        | 49363      | 49320        |